# Стичне коло

Стичне коло

У диференціальній геометрії кривих, стичним колом достатньо гладкої плоскої кривої в даній точці р, на кривій, традиційно визначається як коло, що проходить через р і пару додаткових точок на цій кривій, які розташовані нескінченно близько до р. Центр кола знаходиться на внутрішній нормалі, а її кривина та ж сама, що і у даної кривої в цій точці. Тим самим радіус стичного кола визначається через кривину кривої: радіус дорівнює 1/k².
Одне з дотичних кіл, яке в заданій точці наближається до кривої найбільш щільно, було названо Лейбніцом «цілуючим колом» (лат. circulus osculans).
Центр і радіус стичного кола в даній точці називають центром кривини і радіусом кривини кривої в цій точці. Геометрична побудова була описана Ісааком Ньютоном у його Началах.

## Опис у простих термінах
Уявіть собі автомобіль, що рухається по вигнутій дорозі по величезній плоскій площині. Раптом, в один прекрасний момент вздовж дороги, рульове колесо блокується в поточному положенні. Після цього автомобіль рухається по колу, яке «цілує» шлях авто в точці блокування. Кривина кола дорівнює, кривині дороги в цій точці. Це коло є стичним колом до кривої дороги в цій точці.

## Математичний опис
Нехай γ(s) буде регулярною параметричною плоскою кривою, де s — довжина кривої, або натуральний параметр. Тоді можна визначити дотичний вектор T, одиничний вектор нормалі N, кривину k(s) і радіус кривини R(s) в кожній точці:
{\displaystyle T(s)=\gamma '(s),\quad T'(s)=k(s)N(s),\quad R(s)={\frac {1}{\left|k(s)\right|}}.}
Припустимо, що P — точка на γ, де k ≠ 0. Відповідний центр кривини точки Q на відстані R уздовж N в тому ж напрямку, якщо k є додатною, і в протилежному напрямку, якщо k від'ємна. Коло з центром у точці Q і радіусом R називається стичним колом до кривої γ в точці P.
Якщо C є регулярною просторовою кривою, то стичне коло визначається аналогічним чином, використовуючи одиничний вектор нормалі N. Він лежить у стичній площині, яка натягнута на дотичний та головний нормальний вектор T і N в точці P.
Плоска крива також може бути надана в іншій регулярній параметризації
{\displaystyle \gamma (t)\,=\,{\begin{pmatrix}x_{1}(t)\\x_{2}(t)\end{pmatrix}}\,}
де регулярність означає, що {\displaystyle \gamma '(t)\neq 0} для усіх {\displaystyle t}. Тоді формули для кривини k(t), одиничний вектор нормалі N(t), радіуса кривини R(t), і центру Q(t) дотичного кола будуть
{\displaystyle k(t)={\frac {x_{1}'(t)\cdot x_{2}''(t)-x_{1}''(t)\cdot x_{2}'(t)}{{\Big (}x_{1}'(t)^{2}+x_{2}'(t)^{2}{\Big )}^{\frac {3}{2}}}}\qquad \qquad \qquad \qquad \qquad N(t)\,=\,{\frac {1}{||\gamma '(t)||}}\cdot {\begin{pmatrix}-x_{2}'(t)\\x_{1}'(t)\end{pmatrix}}},
{\displaystyle R(t)=\left|{\frac {{\Big (}x_{1}'(t)^{2}+x_{2}'(t)^{2}{\Big )}^{\frac {3}{2}}}{x_{1}'(t)\cdot x_{2}''(t)-x_{1}''(t)\cdot x_{2}'(t)}}\right|\qquad \qquad \mathrm {} \qquad \qquad Q(t)\,=\,\gamma (t)\,+\,{\frac {1}{k(t)\cdot ||\gamma '(t)||}}\cdot {\begin{pmatrix}-x_{2}'(t)\\x_{1}'(t)\end{pmatrix}}\,.}

## Властивості
Для кривої C, заданої достатньо гладкими параметричними рівняннями (двічі неперервно диференційованими), стичні кола можуть бути отримані в результаті граничного переходу: це межа послідовності кіл, що проходить через три різні точки на C, які наближаються до P. Це повністю аналогічно побудові дотичної до кривої, як межі січних ліній через пари різних точок C, які наближаються до P.
Стичне коло S до плоскої кривої C в регулярній точці P може бути охарактеризоване такими властивостями:
- Коло S проходить через точку P.
- Коло S і крива C мають спільну дотичну в точці P, і тому у них спільна нормаль.
- У околі точки P, відстань між точками кривої C та кола S в напрямку нормалі зменшується з кубічним або з більш високим ступенем відстані до P в дотичному напрямку.

Про це зазвичай кажуть, що «крива та її дотичне коло мають дотик третього або більш високого порядку» у точці P. Грубо кажучи, вектор-функції, що представляють C і S мають однакові значення разом зі своїми першими і другими похідними в точці P.
Якщо похідна кривини від s не дорівнює нулю в точці P, то тоді стичне коло перетинає криву C в точці P. Точки P, в яких похідна кривини дорівнює нулю, називаються вершинами. Якщо P є вершиною, то C та стичне коло мають дотик порядку, як мінімум, чотири. Якщо, крім того, кривина має ненульовий локальний максимум або мінімум в точці P, тоді стичне коло торкається кривої C в точці P, але не перетинає її.
Крива C може бути отримана як обгортка однопараметричного сімейства її стичних кіл. Їх центри, тобто центри кривини, утворюють іншу криву яка називається еволютою C. Вершини C відповідають особливим точкам на його еволюті.

## Приклади

### Парабола

Стичне коло параболи у вершині має радіус 0.5 і дотик четвертого порядку.

Для параболи
{\displaystyle \gamma (t)={\begin{pmatrix}t\\t^{2}\end{pmatrix}}}
радіус кривини
{\displaystyle R(t)=\left|{\frac {\left(1+4\cdot t^{2}\right)^{\frac {3}{2}}}{2}}\right|}
У вершині {\displaystyle \gamma (0)={\begin{pmatrix}0\\0\end{pmatrix}}} радіус кривини дорівнює R(0)=0.5 (див. малюнок). Парабола зі своїм стичним колом має дотик четвертого порядку . Для великих t радіус кривини збільшується ~ t3, тобто крива випрямляється все більше і більше.

### Фігури Ліссажу
Фігури Ліссажу із співвідношенням частот (3:2) можуть бути параметризрвані таким чином
{\displaystyle \gamma (t)\,=\,{\begin{pmatrix}\cos(3t)\\\sin(2t)\end{pmatrix}}\,.}
Її знаковизначена кривина k(t), одиничний вектор нормалі N(t) і радіус кривини R(t), будуть
{\displaystyle k(t)={\frac {6\cos(t)(8\cos(t)^{4}-10\cos(t)^{2}+5)}{(232\cos(t)^{4}-97\cos(t)^{2}+13-144\cos(t)^{6})^{3/2}}}\,,}
{\displaystyle N(t)\,=\,{\frac {1}{||\gamma '(t)||}}\cdot {\begin{pmatrix}-2\cos(2t)\\-3\sin(3t)\end{pmatrix}}}
{\displaystyle R(t)=\left|{\frac {(232\cos(t)^{4}-97\cos(t)^{2}+13-144\cos(t)^{6})^{3/2}}{6\cos(t)(8\cos(t)^{4}-10\cos(t)^{2}+5)}}\right|\,.}
Дивіться малюнок анімації. «Вектор прискорення» буде другою похідною {\displaystyle {\frac {\mathrm {d} ^{2}\gamma (s)}{\mathrm {d} s^{2}}}}
від довжини кривої {\displaystyle s}.